# Ultraman Ace
Ultraman Ace (Urutoraman Esu), es la 4ª Ultraserie. Aquí muestra un vínculo más unido con los  Hermanos Ultraman. Foto Ace
Ultraman Ace y sus  Hermanos Ultraman (Zoffy, Ultraman, Ultraseven, y Jack) vienen juntos por lo menos tres ocasiones a visitar a Ultra Father. Ace es en gran medida el más joven. Y finalmente, los monstruos (kaijuh) ahora son creaciones de Yapool conocidas como “Super Bestias” (chohjuh), supuestamente más poderosos que los monstruos a los cuales tuvieron que enfrentarse los ultra héroes anteriores. 
La aleta principal del Ace tiene un agujero grande y hay una luz en su frente. Con excepción de la aleta desmontable de Ultraseven, Ace tiene probablemente la aleta más útil. La luz puede encender su láser del sacador, y el agujero es un lugar en donde la energía puede ser recolectada, almacenada, o lanzada (es el nexo para su arma de mayor alcance, el Espacio Q). Es también donde él emite Ultra Señales al cielo para comunicarse con otro Ultraman. Ace es asimismo el primer Ultraman que gira sus manos como parte del ritual láser que emite. Para encender su Rayo de Metallium, primero debe torcer su torso a la izquierda y el broche de presión al centro. 
Los cinco Ultra Hermanos llegan a la tierra juntos en el episodio 1, donde resucitan a Hokuto, un hombre, y a Minami, una mujer. Ace les entrega los Ultra Anillos y se combinan con ellos. Siempre que se presente la necesidad, los anillos brillarán y se pueden transformar en Ultraman Ace. En cuanto a las circunstancias de su muerte, Hokuto es originalmente un empleado de la panadería que entrega el pan a un hospital de niños en su furgoneta. Intenta evitar que el pan sea destruido por la primera creación de Yapool, Belokuron, pero su furgoneta y su pan son destruidos por la respiración de fuego del monstruo. Belokuron entonces comienza a atacar el hospital. Hokuto interviene y ve que Minami está intentando salvar a un niño en silla de ruedas. Él salta en un carro del petrolero y se suicida. Minami, igualmente, muere. El día en que Hokuto y Minami mueren es el 7 de julio. 
Al principio, Hokuto y Minami saltan al aire para transformarse, haciendo girar y tocando sus anillos juntos (Ultra Toque). Solamente dejaron de hacer eso, porque temieron que los niños pudieran lastimarse si intentaban imitar el movimiento. En el episodio 2, saltan para arriba junto con sus motocicletas para un “Toque Rider” (quizás una influencia del Kamen Rider). Cuando Hokuto está en una nave espacial y Minami todavía está en la base de TAC (Terrible Monster Attacking Crew) en el episodio 14, él y Minami se transforman tocando sus anillos a sus monitores video respectivos. Minami se va a medio camino con la serie, en el episodio 28. Minami está realmente en la luna, y cuando Ace derrota a Lunatyx, su misión en la tierra se cumple. 
En el episodio 29, agregan a la familia Umezu a la historia. Dan, el hermano más joven, tiene la capacidad especial de ver la Ultra Estrella con sus ojos desnudos incluso en el día, y se convierte así en el hermano del sexto ultra. 
Los diseños del chohjuh son más coloridos y poderosos que en El regreso de Ultraman, y son cruces genéticas (para la mayor parte) entre las criaturas de la tierra y el espacio exterior. Chohjuh se traduce oficialmente como “Monstruos Terribles”, pero una traducción más directa de los caracteres podría ser “Super Bestias” o “Mega Bestias”. Bakishimu, Doragorie, Ace Killer, King Crab, y Black Pigeon son algunos de ellos. Puesto que éstas son todas las creaciones del Yapool, algunos se equipan de misiles y otro armamento sintético. 
Una desventaja sobre el chohjuh es que son algo hiperactivos, y tienden a moverse mucho más rápidamente que los monstruos normales. Se producen cameos de varios monstruos de series anteriores, como Muruchi II, Metron-seijin Jr. , y Woo. En el Último Episodio, un Yapool se disfraza como el Simon-seijin Jr. y vuelve a montar partes del chohjuh previamente derrotado (Corwa, Steal-seijin, Unitang, Mazarius y otros) para crear una obra maestra magnífica, Jumbo King. Al igual que Simon-seijin Jr., Yapool se aprovecha de Takeshi, un niño que intenta protegerlo. Hokuto ve este trabajo y debe revelar a Takeshi su identidad verdadera como Ultraman Ace. 
Ace derrota a Jumbo King utilizando una variación de su Ultra Guillotina, que separa la cabeza y las piernas del monstruo. Los niños se despiden de Ace mientras que él vuela de nuevo a Nebula M78.
| Predecesor: Ultraman Jack | Ultraseries 1972 | Sucesor: Ultraman Taro |

- Datos: Q582851